# Neue Pfarrkirche Marchtrenk
Die römisch-katholische Pfarrkirche Marchtrenk steht in der Gemeinde Marchtrenk im Bezirk Wels-Land in Oberösterreich. Sie ist dem heiligen Stephanus geweiht und gehört zum Dekanat Wels in der Diözese Linz.

## Geschichte
Da die  alte Pfarrkirche Ende der 1950er Jahre zu klein wurde, schrieb die Pfarre in den 1960er Jahren einen Architekturwettbewerb für eine neue Kirche aus. Aus diesem Wettbewerb ging der Architekt Adolf Kaspar als Sieger hervor, der damit beauftragt wurde, ein neues Pfarrzentrum zu errichten. Mit diesem wurde 1971 begonnen. Bereits am 1. April 1973 konnte die neue Kirche durch Bischof Franz Zauner eingeweiht werden.

## Kirchenbau
Kirchenäußeres
Die Kirche an der Bundesstraße erstreckt sich über eine Fläche von 600 m². Daran schließen Pfarrsaal, Pfarrheim und Jugendräume an. Im Jahr 1990 wurde die neue Kirche um eine Wochentagskapelle erweitert.
Kircheninneres
Der Kirchenraum entspricht den Anforderungen des Zweiten Vatikanischen Konzils. Der Innenraum wurde von Bildhauer Jakob Kopp gestaltet.

## Ausstattung
Der Kreuzweg ist aus Ton. Im Jahr 1991 wurde eine neue Orgel installiert.